# Arnis, Schleswig-Flensburg
Arnis (tiếng Đan Mạch: Arnæs) là một đô thị thuộc huyện Schleswig-Flensburg, bang Schleswig-Holstein, Đức.

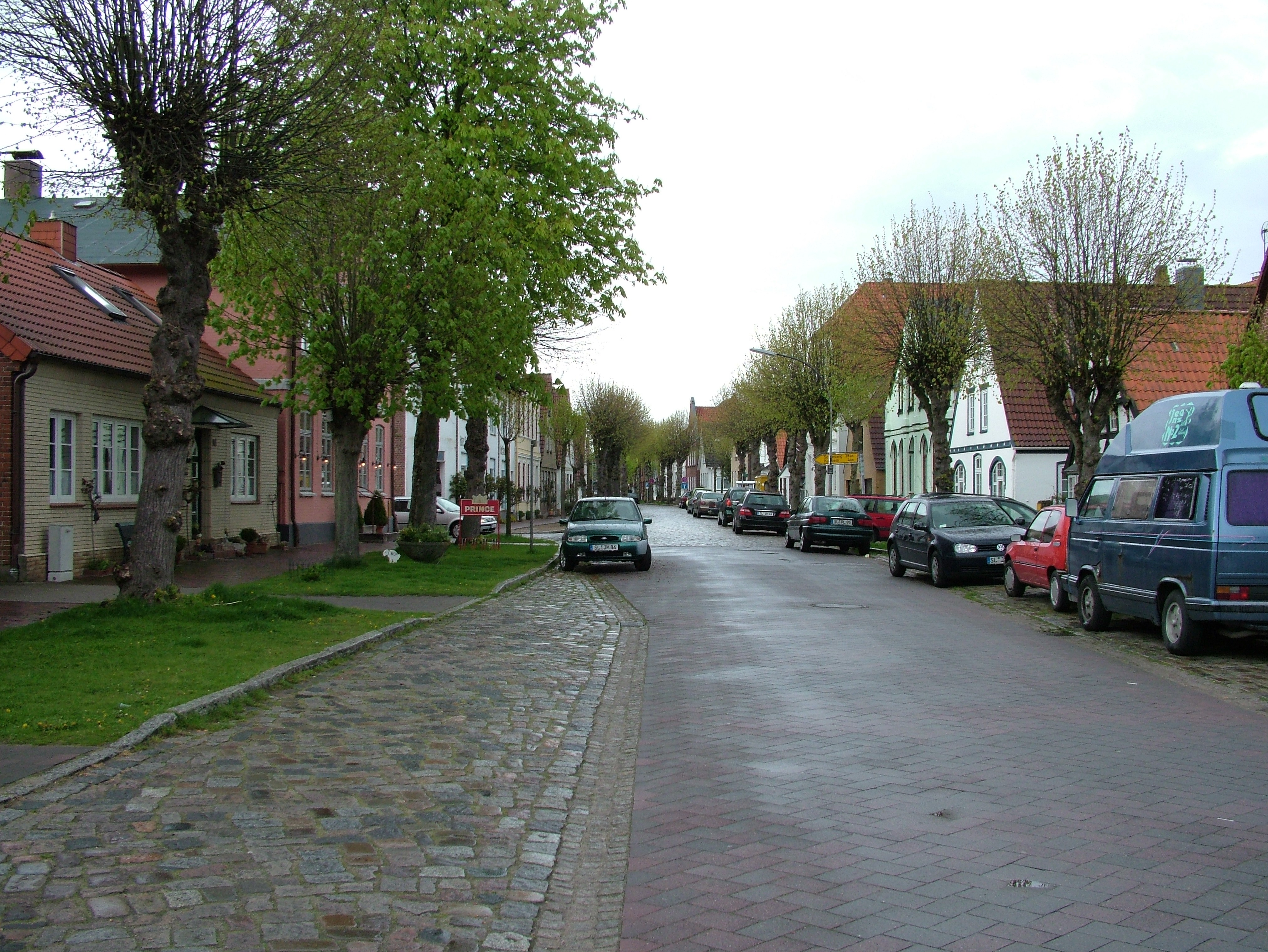
Arnis town